# Saison 2011-2012 des Kings de Los Angeles
Autres saisons
La saison 2011-2012 des Kings de Los Angeles est la 45e saison de hockey sur glace jouée par la franchise dans la Ligue nationale de hockey. Après avoir terminé à la dernière place qualificative de la conférence pour les séries éliminatoires, ils remportent la première Coupe Stanley de leur histoire en battant les Devils du New Jersey en six rencontres.

## Saison régulière

### Classement
| Clt   | Équipe                   | Division | PJ | V  | D  | DP | BP  | BC  | Pts |
| ----- | ------------------------ | -------- | -- | -- | -- | -- | --- | --- | --- |
| +001, | Canucks de Vancouver     | NO       | 82 | 51 | 22 | 9  | 249 | 198 | 111 |
| +002, | Blues de Saint-Louis     | CE       | 82 | 49 | 22 | 11 | 210 | 165 | 109 |
| +003, | Coyotes de Phoenix       | PA       | 82 | 42 | 27 | 13 | 216 | 204 | 97  |
| +004, | Predators de Nashville   | CE       | 82 | 48 | 26 | 8  | 237 | 210 | 104 |
| +005, | Red Wings de Détroit     | CE       | 82 | 48 | 28 | 6  | 248 | 203 | 102 |
| +006, | Blackhawks de Chicago    | CE       | 82 | 45 | 26 | 11 | 248 | 238 | 101 |
| +007, | Sharks de San José       | PA       | 82 | 43 | 29 | 10 | 228 | 210 | 96  |
| +008, | Kings de Los Angeles     | PA       | 82 | 40 | 27 | 15 | 194 | 179 | 95  |
| +009, | Flames de Calgary        | NO       | 82 | 37 | 29 | 16 | 202 | 226 | 90  |
| +010, | Stars de Dallas          | PA       | 82 | 42 | 35 | 5  | 211 | 222 | 89  |
| +011, | Avalanche du Colorado    | NO       | 82 | 41 | 35 | 6  | 208 | 220 | 88  |
| +012, | Wild du Minnesota        | NO       | 82 | 35 | 36 | 11 | 177 | 226 | 81  |
| +013, | Ducks d'Anaheim          | PA       | 82 | 34 | 36 | 12 | 204 | 231 | 80  |
| +014, | Oilers d'Edmonton        | NO       | 82 | 32 | 40 | 10 | 212 | 239 | 74  |
| +015, | Blue Jackets de Columbus | CE       | 82 | 29 | 46 | 7  | 202 | 262 | 65  |

- Champion de la LNH
- Champion de division
- Qualifié pour les séries éliminatoires

### Effectif
| Joueur             | PJ | B  | A  | Pts | +/- | Pun | Commentaire                                          |
| ------------------ | -- | -- | -- | --- | --- | --- | ---------------------------------------------------- |
| Anže Kopitar       | 82 | 25 | 51 | 76  | 12  | 20  | Assistant-capitaine                                  |
| Justin Williams    | 82 | 22 | 37 | 59  | 10  | 44  |                                                      |
| Dustin Brown       | 82 | 22 | 32 | 54  | 18  | 53  | Capitaine de l'équipe                                |
| Mike Richards      | 74 | 18 | 26 | 44  | 3   | 71  |                                                      |
| Drew Doughty       | 77 | 10 | 26 | 36  | -2  | 69  |                                                      |
| Willie Mitchell    | 76 | 5  | 19 | 24  | 20  | 44  |                                                      |
| Jack Johnson       | 61 | 8  | 16 | 24  | -12 | 24  | Finit la saison avec les Blue Jackets de Columbus    |
| Jarret Stoll       | 78 | 6  | 15 | 21  | 2   | 60  |                                                      |
| Viatcheslav Voïnov | 54 | 8  | 12 | 20  | 12  | 12  |                                                      |
| Simon Gagné        | 34 | 7  | 10 | 17  | -1  | 18  |                                                      |
| Dustin Penner      | 65 | 7  | 10 | 17  | -7  | 43  |                                                      |
| Matt Greene        | 82 | 4  | 11 | 15  | 4   | 58  | Assistant-capitaine                                  |
| Dwight King        | 27 | 5  | 9  | 14  | 3   | 10  |                                                      |
| Alec Martinez      | 51 | 6  | 6  | 12  | -1  | 8   |                                                      |
| Kyle Clifford      | 81 | 5  | 7  | 12  | -5  | 123 |                                                      |
| Rob Scuderi        | 82 | 1  | 8  | 9   | -7  | 16  |                                                      |
| Jeff Carter        | 16 | 6  | 3  | 9   | -1  | 2   | Commence la saison avec les Blue Jackets de Columbus |
| Colin Fraser       | 67 | 2  | 6  | 8   | -2  | 67  |                                                      |
| Brad Richardson    | 59 | 5  | 3  | 8   | -6  | 30  |                                                      |
| Trent Hunter       | 38 | 2  | 5  | 7   | -4  | 8   |                                                      |
| Trevor Lewis       | 72 | 3  | 4  | 7   | -3  | 26  |                                                      |
| Andreï Loktionov   | 39 | 3  | 4  | 7   | -4  | 2   |                                                      |
| Ethan Moreau       | 28 | 1  | 3  | 4   | -3  | 20  |                                                      |
| Jordan Nolan       | 26 | 2  | 2  | 4   | 2   | 28  |                                                      |
| Scott Parse        | 9  | 2  | 0  | 2   | 1   | 14  |                                                      |
| Kevin Westgarth    | 25 | 1  | 1  | 2   | -3  | 39  |                                                      |
| Davis Drewiske     | 9  | 2  | 0  | 2   | 0   | 2   |                                                      |

## Séries éliminatoires

### Quarts de finale de conférence
| 11 avril | Vancouver | 2-4 (1-1, 1-1, 0-2) | Los Angeles | Rogers Arena 18 890 spectateurs |

| Feuille de match | Feuille de match                                                                                    | Feuille de match        | Feuille de match | Feuille de match |
| ---------------- | --------------------------------------------------------------------------------------------------- | ----------------------- | --- | ---------------- |
|                  | A. Burrows (H. Sedin - R. Kesler) — 4 min 17 s - A. Edler (M. Lapierre - R. Kesler) — 39 min 52 s - | 1-0 1-1 1-2 2-2 2-3 2-4 | - 13 min 31 s — M. Richards (A. Kopitar - D. Doughty) (SN) 36 min 33 s — W. Mitchell (A. Martinez - J. Williams (SN) - 56 min 46 s — D. Penner (J. Carter - M. Richards) 59 min 42 s — D. Brown (M. Richards - J. Carter) (CV) |                  |
| R. Luongo        | Gardiens                                                                                            | J. Quick                | |                  |
| 27 min           | Pénalités                                                                                           | 10 min                  | |                  |
| 26               | Tirs                                                                                                | 39                      | |                  |

| 13 avril | Vancouver | 2-4 (0-1, 1-1, 1-2) | Los Angeles | Rogers Arena 18 890 spectateurs |

| Feuille de match | Feuille de match                                                                           | Feuille de match        | Feuille de match | Feuille de match |
| ---------------- | ------------------------------------------------------------------------------------------ | ----------------------- | --- | ---------------- |
|                  | - J. Hansen (H. Sendin) — 20 min 17 s - S. Påhlsson (K. Ballard -M. Raymond) — 56 min 22 s | 0-1 1-1 1-2 1-3 1-4 2-4 | 19 min 51 s — D. Brown (A. Kopitar) (IN) - 25 min 17 s — D. Brown 48 min 30 s — J. Stoll (J. Williams - D. Brown) (SN) 54 min 51 s — T. Lewis (D. Penner) - |                  |
| R. Luongo        | Gardiens                                                                                   | J. Quick                | |                  |
| 32 min           | Pénalités                                                                                  | 14 min                  | |                  |
| 48               | Tirs                                                                                       | 26                      | |                  |

| 15 avril | Los Angeles | 1-0 (0-0, 0-0, 1-0) | Vancouver | Staples Center 18 352 spectateurs |

| Feuille de match | Feuille de match                                  | Feuille de match | Feuille de match | Feuille de match |
| ---------------- | ------------------------------------------------- | ---------------- | ---------------- | ---------------- |
|                  | D. Brown (J. Williams - A. Kopitar) — 46 min 30 s | 1-0              | -                |                  |
| J. Quick         | Gardiens                                          | C. Schneider     |                  |                  |
| 13 min           | Pénalités                                         | 21 min           |                  |                  |
| 20               | Tirs                                              | 41               |                  |                  |

| 18 avril | Los Angeles | 1-3 (1-0, 0-2, 0-1) | Vancouver | Staples Center 18 409 spectateurs |

| Feuille de match | Feuille de match                                        | Feuille de match | Feuille de match | Feuille de match |
| ---------------- | ------------------------------------------------------- | ---------------- | --- | ---------------- |
|                  | A. Kopitar (J. Williams - W. Mitchell) — 13 min 0 s - - | 1-0 1-1 1-2 1-3  | - 24 min 7 s — A. Edler (D. Hamhuis - R. Kesler) (SN) 28 min 36 s — K. Bieksa (D. Booth) 45 min 45 s — H. Sedin (D. Hamhuis - D. Sedin) |                  |
| J. Quick         | Gardiens                                                | C. Schneider     | |                  |
| 8 min            | Pénalités                                               | 8 min            | |                  |
| 44               | Tirs                                                    | 30               | |                  |

| 22 avril | Vancouver | 1-2 (1-0, 0-0, 0-1, 0-1) | Los Angeles | Rogers Arena 18 890 spectateurs |

| Feuille de match | Feuille de match                                | Feuille de match | Feuille de match                                                                 | Feuille de match                                               |
| ---------------- | ----------------------------------------------- | ---------------- | -------------------------------------------------------------------------------- | -------------------------------------------------------------- |
|                  | Henrik Sedin (D. Sedin - D. Hamhuis) 14 min 4 s | 1-0 1-1 1-2      | 43 min 21 s - Brad Richardson (D. Doughty) 64 min 27 s - Jarret Stoll (T. Lewis) | Arbitrage : Chris Rooney, Brad Meier Tim Nowak, Pierre Racicot |
| C. Schneider     | Gardiens                                        | J. Quick         |                                                                                  | Arbitrage : Chris Rooney, Brad Meier Tim Nowak, Pierre Racicot |
| 6 min            | Pénalités                                       | 8 min            |                                                                                  | Arbitrage : Chris Rooney, Brad Meier Tim Nowak, Pierre Racicot |
| 27               | Tirs                                            | 37               |                                                                                  | Arbitrage : Chris Rooney, Brad Meier Tim Nowak, Pierre Racicot |

### Demi-finales de conférence
| 28 avril | Saint-Louis | 1-3 (1-1, 0-1, 0-1) | Los Angeles | Scottrade Center 19 391 spectateurs |

| Feuille de match | Feuille de match                                      | Feuille de match | Feuille de match | Feuille de match |
| ---------------- | ----------------------------------------------------- | ---------------- | --- | ---------------- |
|                  | D. Backes (D. Perron - A. Pietrangelo) — 9 min 16 s - | 1-0 1-1 1-2 1-3  | 16 min 58 s — V. Voïnov (D. Penner - M. Richards) 38 min 57 s — M. Greene (D. Brown) (IN) 59 min 45 s — D. Penner (R. Scuderi) (CV) |                  |
| B. Elliott       | Gardiens                                              | J. Quick         | |                  |
| 20 min           | Pénalités                                             | 6 min            | |                  |
| 29               | Tirs                                                  | 29               | |                  |

| 30/04 | Saint-Louis | 2-5 | Los Angeles | Scottrade Center 19 366 spectateurs |

| Feuille de match                          | Feuille de match                                                                                              | Feuille de match            | Feuille de match | Feuille de match |
| ----------------------------------------- | --- | --------------------------- | --- | ---------------- |
|                                           | - - A. McDonald (D. Backes - K. Russel) — 20 min 18 s - M. D'Agostini (D. Backes - A. McDonald) — 45 min 16 s | 0-1 0-2 0-3 0-4 1-4 1-5 2-5 | 0 min 31 s — M. Richards (D. Penner) 14 min 16 s — A. Kopitar (D. Brown) (IN) 18 min 37 s — J. Carter (D. Penner - M. Richards) 19 min 43 s — A. Kopitar (J. Williams - D. Brown) - 21 min 26 s — J. Williams (D. Brown - M. Greene) - |                  |
| B. Elliott 58 min 53 s J. Allen 1 min 7 s | Gardiens |                             | |                  |
| 57 min                                    | Pénalités | 53 min                      | |                  |
| 29                                        | Tirs | 21                          | |                  |

| 03 mai | Los Angeles | 4-2 (1-0, 2-1, 1-1) | Saint-Louis | Staples Center 18 362 spectateurs |

| Feuille de match | Feuille de match | Feuille de match        | Feuille de match                                                                                 | Feuille de match |
| ---------------- | --- | ----------------------- | ------------------------------------------------------------------------------------------------ | ---------------- |
|                  | J. Williams (D. Doughty - A. Kopitar) — 13 min 33 s - D. King (M. Greene) — 21 min 53 s M. Richards (A. Kopitar - D. Doughty) (SN) — 30 min 29 s - D. Doughty (M. Richards - J. Carter) — 48 min 12 s | 1-0 1-1 2-1 3-1 3-2 4-2 | - 21 min 13 s — C. Stewart (K. Russel) - 44 min 35 s — C. Stewart (A. Pietrangelo - D. Perron) - |                  |
| J. Quick         | Gardiens | B. Elliott              |                                                                                                  |                  |
| 9 min            | Pénalités | 15 min                  |                                                                                                  |                  |
| 22               | Tirs | 20                      |                                                                                                  |                  |

| 06 mai | Los Angeles | 3-1 (2-1, 0-0, 1-0) | Saint-Louis | Staples Center 18 373 spectateurs |

| Feuille de match | Feuille de match | Feuille de match | Feuille de match                                | Feuille de match |
| ---------------- | --- | ---------------- | ----------------------------------------------- | ---------------- |
|                  | J. Nolan (D. Penner) — 4 min 36 s - D. Brown (A. Kopitar - D. Doughty) — 18 min 17 s D. Brown (A. Kopitar - M. Greene) (CV) — 59 min 34 s | 1-0 1-1 2-1 3-1  | - 11 min 34 s — K. Shattenkirk (B. Jackman) - - |                  |
| J. Quick         | Gardiens | B. Elliott       |                                                 |                  |
| 15 min           | Pénalités | 17 min           |                                                 |                  |
| 19               | Tirs | 24               |                                                 |                  |

### Finale de conférence
| 13 mai | Phoenix | 2-4 (1-1, 1-1, 0-2) | Los Angeles | Jobing.com Arena 17 134 spectateurs |

| Feuille de match | Feuille de match                                                                          | Feuille de match        | Feuille de match | Feuille de match |
| ---------------- | ----------------------------------------------------------------------------------------- | ----------------------- | --- | ---------------- |
|                  | - D. Morris (D. Langkow) — 13 min 26 s - M. Bødker (S. Doan - D. Morris) — 38 min 5 s - - | 0-1 1-1 1-2 2-2 2-3 2-4 | 3 min 53 s — A. Kopitar (D. Brown - D. Doughty) - 28 min 2 s — D. King (M. Richards - T. Lewis) - 42 min 11 s — D. Brown (V. Voïnov - J. Williams) 59 min 12 s — D. King (T. Lewis - J. Stoll) (CV) |                  |
| M. Smith         | Gardiens                                                                                  | J. Quick                | |                  |
| 8 min            | Pénalités                                                                                 | 10 min                  | |                  |
| 27               | Tirs                                                                                      | 48                      | |                  |

| 15 mai | Phoenix | 0-4 (0-1, 0-2, 0-1) | Los Angeles | Jobing.com Arena 17 149 spectateurs |

| Feuille de match | Feuille de match | Feuille de match | Feuille de match | Feuille de match |
| ---------------- | ---------------- | ---------------- | --- | ---------------- |
|                  | -                | 0-1 0-2 0-3 0-4  | 13 min 15 s — D. King (D. Doughty - T. Lewis) 24 min 47 s — J. Carter (D. Penner - M. Richards) 38 min 49 s — J. Carter (A. Kopitar - J. Williams) (SN) 52 min 56 s — J. Carter (D. Brown - A. Kopitar) (SN) |                  |
| M. Smith         | Gardiens         | J. Quick         | |                  |
| 56 min           | Pénalités        | 24 min           | |                  |
| 24               | Tirs             | 40               | |                  |

| 17 mai | Los Angeles | 1-2 (0-0, 1-1, 0-1) | Phoenix | Staples Center 18 367 spectateurs |

| Feuille de match | Feuille de match                                                                                | Feuille de match | Feuille de match                                  | Feuille de match |
| ---------------- | ----------------------------------------------------------------------------------------------- | ---------------- | ------------------------------------------------- | ---------------- |
|                  | - A. Kopitar (D. Brown - J. Williams) — 23 min 10 s D. King (T. Lewis - J. Stoll) — 41 min 47 s | 0-1 1-1 2-1      | 21 min 3 s — D. Langkow (K. Yandle - D. Morris) - |                  |
| Jonathan Quick   | Gardiens                                                                                        | Mike Smith       |                                                   |                  |
| 2 min            | Pénalités                                                                                       | 12 min           |                                                   |                  |
| 28               | Tirs                                                                                            | 19               |                                                   |                  |

| 20 mai | Los Angeles | 0-2 (0-1, 0-1, 0-0) | Phoenix | Staples Center 18 402 spectateurs |

| Feuille de match | Feuille de match | Feuille de match | Feuille de match                                                            | Feuille de match |
| ---------------- | ---------------- | ---------------- | --------------------------------------------------------------------------- | ---------------- |
|                  | -                | 0-1 0-2          | 14 min 19 s — S. Doan (R. Whitney) (SN) 31 min 10 s — S. Doan (A. Vermette) |                  |
| J. Quick         | Gardiens         | M. Smith         |                                                                             |                  |
| 10 min           | Pénalités        | 16 min           |                                                                             |                  |
| 36               | Tirs             | 21               |                                                                             |                  |

| 22 mai | Phoenix | 3-4 (pr) (1-1, 2-2, 0-0, 0-1) | Los Angeles | Jobing.com Arena 17 148 spectateurs |

| Feuille de match | Feuille de match | Feuille de match            | Feuille de match | Feuille de match |
| ---------------- | --- | --------------------------- | --- | ---------------- |
|                  | T. Pyatt (M. Hanzal - R. Vrbata) (SN) — 4 min 20 s - MA. Pouliot (R. Klesla - K. CHipchura) — 26 min 23 s - - K. Yandle (T. Pyatt) — 36 min 23 s - | 1-0 1-1 2-1 2-2 2-3 3-3 3-4 | - 11 min 13 s — A. Kopitar (D. Doughty - D. Brown) (IN) - 31 min 6 s — D. Doughty (C. Fraser - J. Williams) 33 min 43 s — M. Richards (D. Penner - J. Carter) - 77 min 42 s — D. Penner (J. Carter - V. Voïnov) |                  |
| M. Smith         | Gardiens | J. Quick                    | |                  |
| 28 min           | Pénalités | 12 min                      | |                  |
| 41               | Tirs | 51                          | |                  |

### Finale de la Coupe Stanley
| 30 mai | New Jersey | 1-2 (pr) (0-1, 1-0, 0-0, 0-1) | Los Angeles | Prudential Center 17 625 spectateurs |

| Feuille de match | Feuille de match                                        | Feuille de match | Feuille de match                                                                        | Feuille de match |
| ---------------- | ------------------------------------------------------- | ---------------- | --------------------------------------------------------------------------------------- | ---------------- |
|                  | - A. Voltchenkov (P. Eliáš - D. Clarkson) — 38 min 48 s | 0-1 1-1 1-2      | 9 min 56 s — C. Fraser (J. Nolan) - 68 min 17 s — A. Kopitar (J. Williams - D. Doughty) |                  |
| M. Brodeur       | Gardiens                                                | J. Quick         |                                                                                         |                  |
| 2 min            | Pénalités                                               | 4 min            |                                                                                         |                  |
| 17               | Tirs                                                    | 25               |                                                                                         |                  |

| 02 juin | New Jersey | 1-2 (pr) (0-1, 0-0, 1-0, 0-1) | Los Angeles | Prudential Center 17 625 spectateurs |

| Feuille de match | Feuille de match                                       | Feuille de match | Feuille de match                                                            | Feuille de match |
| ---------------- | ------------------------------------------------------ | ---------------- | --------------------------------------------------------------------------- | ---------------- |
|                  | - R. Carter (M. Židlický - S. Bernier) — 42 min 59 s - | 0-1 1-1 1-2      | 7 min 49 s — D. Doughty - 73 min 42 s — J. Carter (D. Penner - A. Martinez) |                  |
| M. Brodeur       | Gardiens                                               | J. Quick         |                                                                             |                  |
| 4 min            | Pénalités                                              | 8 min            |                                                                             |                  |
| 33               | Tirs                                                   | 32               |                                                                             |                  |

| 04 juin | Los Angeles | 4-0 (0-0, 2-0, 2-0) | New Jersey | Staples Center 18 764 spectateurs |

| Feuille de match | Feuille de match | Feuille de match | Feuille de match | Feuille de match                                                |
| ---------------- | --- | ---------------- | ---------------- | --------------------------------------------------------------- |
|                  | A. Martinez (D. King - T. Lewis) — 25 min 40 s A. Kopitar (D. Brown - J. Williams) — 35 min 7 s J. Carter (M. Richards - W. Mitchell) (SN) — 44 min 15 s J. Williams (D. Doughty - A. Kopitar) (SN) — 46 min 47 s | 1-0 2-0 3-0 4-0  |                  | Arbitrage : Dan O'Halloran Brad Watson Derek Amell Jonny Murray |
| J. Quick         | Gardiens | M. Brodeur       |                  | Arbitrage : Dan O'Halloran Brad Watson Derek Amell Jonny Murray |
| 12 min           | Pénalités | 6 min            |                  | Arbitrage : Dan O'Halloran Brad Watson Derek Amell Jonny Murray |
| 21               | Tirs | 22               |                  | Arbitrage : Dan O'Halloran Brad Watson Derek Amell Jonny Murray |

| 06 juin | Los Angeles | 1-3 (0-0, 0-0, 1-3) | New Jersey | Staples Center 18 867 spectateurs |

| Feuille de match | Feuille de match                                             | Feuille de match | Feuille de match | Feuille de match |
| ---------------- | ------------------------------------------------------------ | ---------------- | --- | ---------------- |
|                  | - D. Douhgty (M. Richards - A. Kopitar) (SN) — 48 min 56 s - | 0-1 1-1 1-2 1-3  | 47 min 56 s — P. Eliáš (B. Salvador - D. Zubrus) - 55 min 29 s — A. Henrique (D. Clarkson - O. Ponikarovsky) 59 min 40 s — I. Kovaltchouk (T. Zajac - B. Salvador) (CV) |                  |
| J. Quick         | Gardiens                                                     | M. Brodeur       | |                  |
| 6 min            | Pénalités                                                    | 8 min            | |                  |
| 22               | Tirs                                                         | 24               | |                  |

| 09 juin | New Jersey | 2-1 (1-0, 1-1, 0-0) | Los Angeles | Prudential Center 17 625 spectateurs |

| Feuille de match | Feuille de match                                                                     | Feuille de match | Feuille de match                          | Feuille de match |
| ---------------- | ------------------------------------------------------------------------------------ | ---------------- | ----------------------------------------- | ---------------- |
|                  | Z. Parisé (SN) — 12 min 45 s - B. Salvador (O. Ponikarovsky - T. Zajac) — 29 min 5 s | 1-0 1-1 2-1      | - 23 min 26 s — J. Williams (M. Greene) - |                  |
| M. Brodeur       | Gardiens                                                                             | J. Quick         |                                           |                  |
| 6 min            | Pénalités                                                                            | 6 min            |                                           |                  |
| 19               | Tirs                                                                                 | 26               |                                           |                  |

| 11 juin | Los Angeles | 6-1 (3-0, 1-1, 2-0) | New Jersey | Staples Center 18 858 spectateurs |

| Feuille de match | Feuille de match | Feuille de match            | Feuille de match                             | Feuille de match                                             |
| ---------------- | --- | --------------------------- | -------------------------------------------- | ------------------------------------------------------------ |
|                  | 11 min 3 s, Brown (Doughty, Richards) SN 12 min 45 s, Carter (Brown, Richards) SN 15 min 1 s, Lewis (King, Doughty) SN 21 min 30 s, Carter (Brown, Kopitar) 56 min 15 s, Lewis (King, Stoll) cage vide 56 min 30 s, Greene | 1-0 2-0 3-0 4-0 4-1 5-1 6-1 | 18 min 45 s, Henrique (Sykora, Ponikarovsky) | Arbitrage : Dan O'Rourke Chris Rooney Jean Morin Derek Amell |
| J. Quick         | Gardiens | M. Brodeur                  |                                              | Arbitrage : Dan O'Rourke Chris Rooney Jean Morin Derek Amell |
| 6 min            | Pénalités | 47 min                      |                                              | Arbitrage : Dan O'Rourke Chris Rooney Jean Morin Derek Amell |
| 24               | Tirs | 18                          |                                              | Arbitrage : Dan O'Rourke Chris Rooney Jean Morin Derek Amell |

### Statistiques
| Joueur             | PJ | B | A  | Pts | +/- | Pun |
| ------------------ | -- | - | -- | --- | --- | --- |
| Dustin Brown       | 20 | 8 | 12 | 20  | 16  | 34  |
| Anže Kopitar       | 20 | 8 | 12 | 20  | 16  | 9   |
| Drew Doughty       | 20 | 4 | 12 | 16  | 11  | 14  |
| Justin Williams    | 20 | 4 | 11 | 15  | 8   | 12  |
| Mike Richards      | 20 | 4 | 11 | 15  | 1   | 17  |
| Jeff Carter        | 20 | 8 | 5  | 13  | 0   | 4   |
| Dustin Penner      | 20 | 3 | 8  | 11  | 4   | 32  |
| Trevor Lewis       | 20 | 3 | 6  | 9   | 7   | 2   |
| Dwight King        | 20 | 5 | 3  | 8   | 3   | 13  |
| Matt Greene        | 20 | 2 | 4  | 6   | 9   | 12  |
| Jarret Stoll       | 20 | 2 | 3  | 5   | 5   | 18  |
| Willie Mitchell    | 20 | 1 | 2  | 3   | 7   | 16  |
| Alec Martinez      | 20 | 1 | 2  | 3   | 5   | 8   |
| Viatcheslav Voïnov | 20 | 1 | 2  | 3   | 1   | 4   |
| Colin Fraser       | 18 | 1 | 1  | 2   | -1  | 4   |
| Jordan Nolan       | 20 | 1 | 1  | 2   | 1   | 21  |
| Rob Scuderi        | 20 | 0 | 1  | 1   | 9   | 4   |
| Brad Richardson    | 13 | 1 | 0  | 1   | 0   | 4   |
| Simon Gagné        | 4  | 0 | 0  | 0   | -1  | 2   |
| Andreï Loktionov   | 2  | 0 | 0  | 0   | 0   | 0   |
| Kyle Clifford      | 3  | 0 | 0  | 0   | -1  | 2   |

### Joueurs récompensés
Jonathan Quick est un des trois gardiens pressentis pour recevoir le trophée Vézina en tant que meilleur gardien de but avec Henrik Lundqvist gardien des Rangers de New York et Pekka Rinne portier des Predators de Nashville. Le trophée est finalement remporté par Lundqvist mais Quick gagne le trophée Conn-Smythe du meilleur joueur des séries. Il est également élu dans la deuxième équipe d'étoiles de la ligue,.

## Affiliations
- Ligue américaine de hockey : Monarchs de Manchester[30]
- ECHL : Reign d'Ontario[31]